# كارلا هرنانديز
كارلا هرنانديز (بالإسبانية: Carla Hernández)‏ هي ممثلة مكسيكية، ولدت في 5 أغسطس 1987 بمدينة مكسيكو في المكسيك.

## وصلات خارجية
- كارلا هرنانديز على موقع IMDb (الإنجليزية)
- كارلا هرنانديز على موقع IMDb (الإنجليزية)